# 馬來西亞—老撾關係
寮國－馬來西亞關係（马来语：Hubungan Malaysia–Laos, 老挝语： ລາວ–ມາເລເຊຍການພົວພັນ）是指马来西亚和寮人民民主共和國之間的雙邊關係。两国于1966年7月1日建交。目前兩國均為東協、不結盟運動及東亞－拉丁美洲合作論壇成員國。

## 历史
寮國与马来西亚于1966年7月1日建交，1975年寮王国被巴特寮推翻后，寮人民民主共和國继承了寮王国与马来西亚的双边关系，但因为意识形态领域的的分歧，在共产党集团崩溃前，寮國与马来西亚的关系较为冷淡，但在苏联解体后，前苏联不能再为寮国的发展提供援助。老挝不得不寻求包括马来西亚在内的其他国家的援助，放弃意识形态斗争，并建立中立的外交政策。此后，马来西亚与寮國的关系开始改善，而马来西亚最高元首端姑米占再纳阿比丁在位时期，亦重视发展与寮國的关系。

## 经贸关系
2003年，双边贸易总额为240万美元，2004年增加到270万美元。2009年，马来西亚对寮國的出口额达740万美元，马来西亚在老挝的投资亦达到1.5亿美元。两国还签署了多项经贸协定、旅游协定、投资担保协议、航空服务协议和经济、科学和技术合作协议。2015年，马来西亚成为仅次于寮國的邻国越南的第二大投资来源国，总投资额达到4.3亿美元。2017年，两国成立科技创新合作联合委员会，而寮國政府也积极鼓励马来西亚企业在老挝加大投资。

## 交通
兩國有直航班機，雙邊航班來往的城市如下：

#### 客运
|      | 马来西亚           |
| ---- | ------------------ |
| 永珍 | 吉隆坡（亞洲航空） |